# 緣腹細蜂科
缘腹细蜂科（学名：Scelionidae）也称缘腹卵蜂科，是膜翅目广腹细蜂总科的一个科，是一类种类繁多的世界性分布的拟寄生物，部分种类寄生在蝗虫、草地贪夜蛾等农业害虫的卵上，影响宿主发育，具有一定生物防治作用。